# ZARD tribute II
『ZARD tribute II』（ザード トリビュート ツー）は、SARD UNDERGROUNDの2作目のアルバム。2020年10月7日にGIZA studioから発売された。

## 概要
- ZARDのトリビュートバンドであるSARD UNDERGROUNDによる2作目のZARDのトリビュート・アルバムである。デビューアルバムとして2019年9月18日にリリースされた1作目のトリビュート・アルバム『ZARD tribute』から約1年後となる2020年10月7日にリリースされた。
- 初回限定盤と通常盤が同時発売された。初回限定盤には、特典として、2019年11月19日に開催された初めての東京でのワンマンライブ「SARD UNDERGROUND 4th LIVE in TOKYO ＠新宿ReNY」の映像が収録されたDVDが付属している[1]。
- 初回限定盤と通常盤とではジャケットが異なっている。初回限定盤はZARDのシングル「マイ フレンド」のジャケットを、通常盤はZARDのベストアルバム『ZARD BEST 〜Request Memorial〜』のジャケットを、それぞれオマージュしている[2]。
- 本作の発売と同じ日に、ZARDの全国ライブツアー「What a beautiful moment」の映像が収録されたBlu-ray作品『ZARD LIVE 2004 "What a beautiful moment" [30th Anniversary Year Special Edition]』が発売された[3]。

## 収録トラック

### CD（初回限定盤、通常盤）
| 全作詞: 坂井泉水。 |                            |          |            |                     |
| #                  | タイトル                   | 作詞     | 作曲       | 編曲                |
| 1.                 | 「君に逢いたくなったら…」  | 坂井泉水 | 織田哲郎   | 鶴澤夢人 / 長戸大幸 |
| 2.                 | 「眠れない夜を抱いて」     | 坂井泉水 | 織田哲郎   | 鶴澤夢人 / 長戸大幸 |
| 3.                 | 「あなたを感じていたい」   | 坂井泉水 | 織田哲郎   | 鶴澤夢人 / 長戸大幸 |
| 4.                 | 「星のかがやきよ」         | 坂井泉水 | 大野愛果   | 鶴澤夢人 / 長戸大幸 |
| 5.                 | 「こんなにそばに居るのに」 | 坂井泉水 | 栗林誠一郎 | 鶴澤夢人 / 長戸大幸 |
| 6.                 | 「息もできない」           | 坂井泉水 | 織田哲郎   | 鶴澤夢人 / 長戸大幸 |
| 7.                 | 「ハイヒール脱ぎ捨てて」   | 坂井泉水 | 栗林誠一郎 | 安部智樹 / 長戸大幸 |
| 8.                 | 「Get U're Dream」         | 坂井泉水 | 大野愛果   | 鶴澤夢人 / 長戸大幸 |
| 9.                 | 「Top Secret」             | 坂井泉水 | 栗林誠一郎 | 麻井寛史 / 長戸大幸 |
| 10.                | 「好きなように踊りたいの」 | 坂井泉水 | 和泉一弥   | 麻井寛史/ 長戸大幸  |
| 11.                | 「瞳そらさないで」         | 坂井泉水 | 栗林誠一郎 | 鶴澤夢人 / 長戸大幸 |
| 12.                | 「Oh my love」             | 坂井泉水 | 織田哲郎   | 鶴澤夢人 / 長戸大幸 |

### DVD（初回限定盤）
SARD UNDERGROUNDのシングルの表題曲である「少しづつ 少しづつ」以外の収録曲は、いずれも「ZARD tribute」においてSARD UNDERGROUNDがカバーしたZARDの楽曲である。
| #   | タイトル                               | 作詞 | 作曲・編曲 |
| --- | -------------------------------------- | ---- | ---------- |
| 1.  | 「揺れる想い」                         |      |            |
| 2.  | 「愛は暗闇の中で」                     |      |            |
| 3.  | 「きっと忘れない」                     |      |            |
| 4.  | 「君がいない」                         |      |            |
| 5.  | 「心を開いて」                         |      |            |
| 6.  | 「少しづつ 少しづつ」                  |      |            |
| 7.  | 「少女の頃に戻ったみたいに」           |      |            |
| 8.  | 「永遠」                               |      |            |
| 9.  | 「突然」                               |      |            |
| 10. | 「マイ フレンド」                      |      |            |
| 11. | 「DAN DAN 心魅かれてく」               |      |            |
| 12. | 「負けないで」                         |      |            |
| 13. | 「Don't you see!（ENCORE-1）」         |      |            |
| 14. | 「あの微笑みを忘れないで（ENCORE-2）」 |      |            |

## 楽曲概要
1. 「君に逢いたくなったら…」
  - ZARDの20作目のシングルの表題曲。
2. 「眠れない夜を抱いて」
  - ZARDの4作目のシングルの表題曲。
3. 「あなたを感じていたい」
  - ZARDの13作目のシングルの表題曲。
4. 「星のかがやきよ」
  - ZARDの40作目のシングル（両A面）の表題曲。
5. 「こんなにそばに居るのに」
  - ZARDの12作目のシングルの表題曲。
6. 「息もできない」
  - ZARDの24作目のシングルの表題曲。
7. 「ハイヒール脱ぎ捨てて」
  - ZARDの6作目のオリジナルアルバム『forever you』収録曲。
8. 「Get U're Dream」
  - ZARDの32作目のシングルの表題曲。
9. 「Top Secret」
  - ZARDの5作目のオリジナルアルバム『OH MY LOVE』収録曲。
10. 「好きなように踊りたいの」
  - ZARDの3作目のオリジナルアルバム『HOLD ME』収録曲。
11. 「瞳そらさないで」
  - DEENの5作目のシングルの表題曲。坂井が歌詞提供した。坂井によるZARDとしてのセルフカバーが、ZARDの6作目のオリジナルアルバム『forever you』に収録されている。
  - 本作には、DEENのシングルの曲調に近いアレンジで収録されている[5]。
12. 「Oh my love」
  - ZARDの5作目のオリジナルアルバム『OH MY LOVE』収録曲。

## タイアップ
- 眠れない夜を抱いて
  - テレビ朝日系列『musicるTV』エンディングテーマ（2020年10月）[6][7]